# Chenda

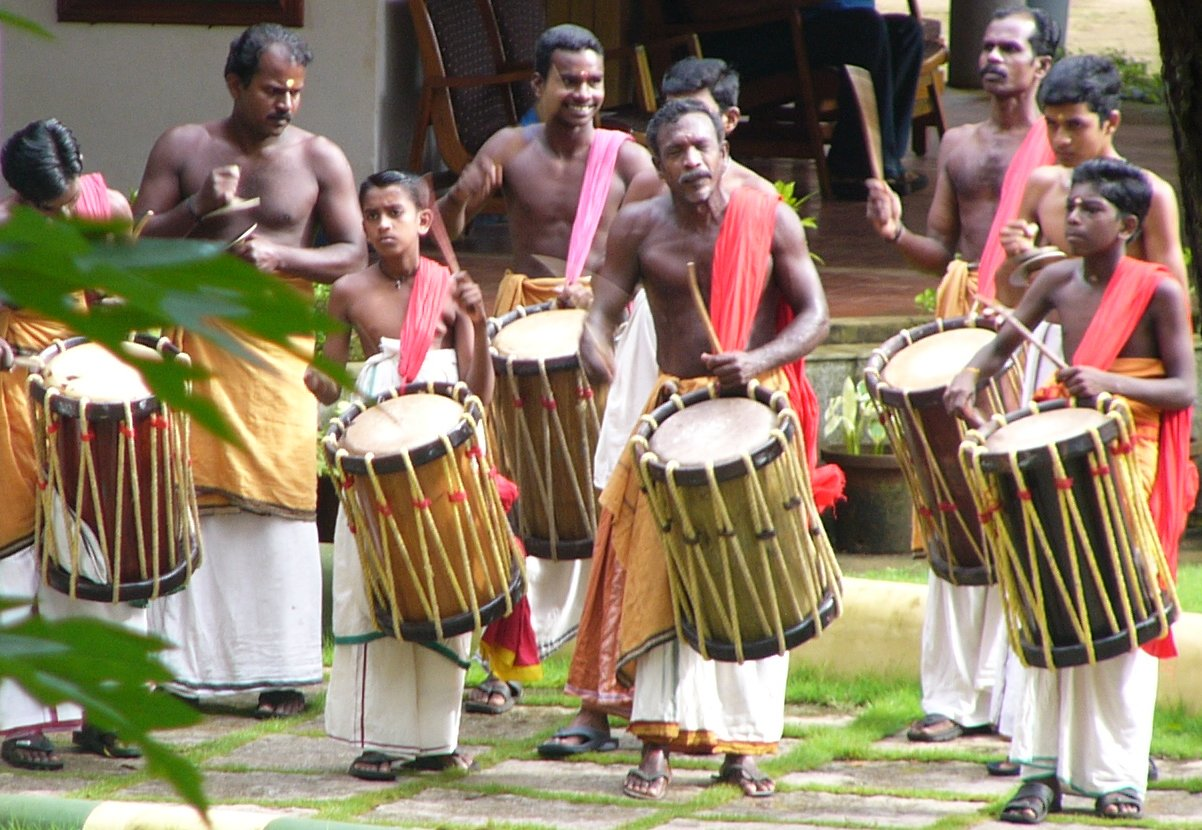
Tocadores de chenda

El Chenda (en malayalam: ചെണ്ട, pronunciado tʃeɳʈa) es un tambor de doble parche usado en Kerala y Karnataka, India. Es tocado en festivales hinduistas, como acompañamiento de artes escénicas de origen religioso, tales como el Kathakali, Kutiyattam, Kannyar Kali, Theyyam y el Yakshagana, así como en otras actividades culturales de Kerala. El chenda está hecho de un cilindro de madera, y tiene una longitud de 2 pies y un diámetro de 1 pie. Ambas aberturas están cubiertas con parches de piel. Es suspendido cerca del cuello del tamborero para que éste cuelgue verticalmente y se toca el parche superior con dos baquetas o con una baqueta y una mano. Puede producir un sonido potente y rígido.

## Los diferentes tipos de Chenda
- Uruttu Chenda - para la reproducción de las variaciones.
- Veekku Chenda - uno que late el ritmo básico.
- Acchan Chenda